# Sejm zwyczajny 1768
Sejm 1768 – sejm zwyczajny I Rzeczypospolitej, został zwołany 12 sierpnia 1768 roku do Warszawy.
Sejmiki przedsejmowe w województwach odbyły się 26 września 1768 roku, a sejmik główny pruski miał być 10 października 1768 roku. 
Sejm się rozszedł ponieważ wybory przeważnie były zbojkotowane.